# Kommissar Maigret
Kommissar Maigret (Originaltitel: Maigret) ist eine in Schwarzweiß gedrehte britische Krimiserie der BBC nach den Romanen von Georges Simenon mit Rupert Davies in der Hauptrolle über die Figur des Jules Maigret. Zwischen 1960 und 1963 entstanden 52 Folgen in 4 Staffeln mit einer Länge von je 50 Minuten. Nach dem Ende der Serie entstand 1969 der Fernsehfilm Maigret at Bay, ebenfalls mit Davies. Dieser Film wurde im Gegensatz zur Serie in Farbe produziert. Der Serie war 1959 der Pilotfilm Maigret and the Lost Life mit Basil Sydney vorausgegangen.

## Handlung
Jules Maigret arbeitet als Kommissar bei der Pariser Kriminalpolizei. Seine Markenzeichen sind sein Fedora und seine Pfeife. Unterstützung bei seinen Fällen erhält er von seinen Assistenten, den Inspektoren Lucas, Lapointe und Torrance.

## Ausstrahlung
Die Erstausstrahlung erfolgte am 31. Oktober 1960 auf BBC. In der Bundesrepublik lief die Serie zwischen 1965 und 1968 im ZDF, in der DDR waren auf DFF 1 ab dem 10. April 1969 insgesamt 34 Folgen zu sehen.
Die Serie entwickelte sich sowohl in Großbritannien als auch in Deutschland zum Straßenfeger und prägte das Bild des Kommissars in diesen Ländern. Die Titelmusik von Ron Grainer wurde für die deutsche Fassung durch einen Musette-Walzer von Ernst August Quelle ersetzt, der große Popularität erreichte und – ungewöhnlich für die damalige Zeit – als Single veröffentlicht wurde.

## Folgen
Im Original umfasste die Serie 52 Folgen in 4 Staffeln. Diese liefen auch in der BRD, allerdings in komplett beliebiger Reihenfolge.
Die BBC-Reihenfolge lautet: 
1. Maigret und die Tänzerin Arlette (Murder in Montmartre)
2. Maigret hat Skrupel (Unscheduled Departure)
3. Maigret und die Bohnenstange (The Burglar's Wife)
4. Maigret und sein Revolver (The Revolver)
5. Maigret und die alte Dame (The Old Lady)
6. Maigret in der Liberty Bar (Liberty Bar)
7. Maigret und der tote Herr Gallet (A Man of Quality)
8. Mein Freund Maigret (My Friend the Inspector)
9. Hier irrt Maigret (The Mistake)
10. Maigret nimmt Urlaub (On Holiday)
11. Maigret und die Gangster (The Experts)
12. Maigret als möblierter Herr (The Cactus)
13. Maigret unter den Anarchisten (The Children’s Party)
14. Maigret und der Schatten am Fenster (Shadow Play)
15. Maigret und der Kopflose (The Simple Case)
16. Maigret trifft einen Schulfreund (Death Of A Butcher)
17. Maigret und sein Toter (The Winning Ticket)
18. Maigret und Inspektor Lognons Triumph (Inspector Lognon’s Triumph)
19. Maigret und der geheimnisvolle Kapitän (The Lost Sailor)
20. Maigret und die Kanalratten (The Golden Fleece)
21. Maigret vor dem Schwurgericht (Raise Your Right Hand)
22. Maigret und die schrecklichen Kinder (The Liars)
23. Maigret und der Weihnachtsmann (A Crime For Christmas)
24. Maigret und die widerspenstigen Zeugen (The Reluctant Witnesses)
25. Frau Maigret als Detektiv (The White Hat)
26. Maigret und der Mann auf der Bank (Murder On Monday)
27. Maigret und die Adligen (Voices From The Past)
28. Maigret und der Verrückte (The Madman Of Vervac)
29. Maigret und das Geheimnis im Schloß (The Countess)
30. Maigret und die Groschenschenke (The Wedding Guest)
31. Maigret und der Minister (High Politics)
32. Maigret hilft einem Dienstmädchen (Love From Felicie)
33. Maigret ist wütend (The Dirty House)
34. Maigret und die Wahrsagerin (The Crystal Ball)
35. Maigret und die sonderbaren Geschwister (The Crooked Castle)
36. Maigret riskiert seine Stellung (Death In Mind)
37. Maigret und der Sonntagsmörder (Seven Little Crosses)
38. Maigret stellt eine Falle (The Trap)
39. Maigret und der faule Dieb (The Amateurs)
40. Maigret verliert eine Verehrerin (Poor Cecile!)
41. Maigret hat Angst (The Fontonay Murders)
42. Maigret und die Unbekannte (The Lost Life)
43. Maigret im Luxushotel (The Cellars Of The Majestic)
44. Maigret und der Fall Josset (A Man Condemned)
45. Maigret bei den Flamen (The Flemish Shop)
46. Maigret gibt Lapointe eine Chance (A Taste Of Power)
47. Maigret und das Verbrechen an Bord (The Log Of The Cap Fagnet)
48. Maigret und das Haus des Richters (The Judge’s House)
49. Maigret auf Reisen (Another World)
50. Maigret und die seltsame Leiche (The Crime At Lock 14)
51. Maigret und die Zwillinge (Peter The Lett)
52. Maigret als Zuschauer (Maigret’s Little Joke)